# Vetara
Die kleine, unbewohnte Felsinsel Vetara (auch Scoglio (di) Vetara, La Falanga oder Vivara bzw. Vivaro) befindet sich im Golf von Salerno, ungefähr in der Mitte zwischen dem festlandnahen Scoglio d’Isca und der Inselgruppe Li Galli. Sie misst knapp 300 mal 100 Meter und gehört zur Gemeinde Massa Lubrense in der kampanischen Metropolitanstadt Neapel.
Der Name Falanga bezeichnet in der Sprache der Schifffahrt ein rund 40 cm langes, rundes Stück Holz, das quer zum Kiel unter Boote auf dem Sand gelegt und mit Fett bestrichen wurde, um die Boote leichter an Land ziehen zu können.
Das sich bis auf 37 m über den Meeresspiegel erhebende Eiland ist ein streng geschützter Teil des Naturschutzgebiets Parco Marino della Penisola Sorrentina – das Betreten und Baden ist ebenso verboten wie das Ankern an der Insel oder der Fischfang. An den unterseeischen Hängen um die Insel, die sich über einer Wassertiefe von rund 50 m erhebt, gibt es eine üppige Unterwasserfauna, die an die Vorform eines Korallenriffs erinnert. 